# Colm Gilcreest
Colm Gilcreest est un ancien joueur professionnel de snooker de nationalité irlandaise. Il est né le 7 mai 1974 à Cormeen (Kilmainhamwood) dans le comté de Meath.

## Carrière
Il a été champion d'Irlande de snooker amateur en 1993. Il a gagné six matches lors des qualifications du championnat du monde 2000 mais s'est incliné 6-10 au dernier tour des qualifications contre Billy Snaddon.  
Il atteint la finale du championnat du monde amateur 2008 de Wels (Autriche) mais s'est incliné par 7-11 contre Thepchaiya Un-Nooh.

## Autres sports
Colm Gilcreest a également joué au football gaélique au sein du Kilmainhamwood GFC.

## Palmarès
| Légende | Catégorie                      | Titres                         | Finales                        |
|         | Tournois classés               | 0                              | 0                              |
|         | Tournois non classés           | 0                              | 1                              |
|         | Autres tournois amateurs       | 2                              | 1                              |
| Gras    | Tournois de la triple couronne | Tournois de la triple couronne | Tournois de la triple couronne |

### Titres
| Saison    | Nom du tournoi                             | Lieu      | Finaliste    | Score | Tableau |
| 1993      | Championnat d'Irlande amateur              | Carlow    | Jason Watson | 8-7   |         |
| 2005-2006 | Séries internationales Pontins (épreuve 4) | Prestatyn | Mark Joyce   | 6-3   |         |

### Finales perdues
| Saison    | Nom du tournoi                  | Lieu    | Vainqueur          | Score | Tableau |
| 2001-2002 | Circuit de la WPBSA (épreuve 3) | Swindon | Robin Hull         | 4-5   |         |
| 2008      | Championnat du monde amateur    | Wels    | Thepchaiya Un-Nooh | 7-11  |         |